# デイリーニュース (J:COM 八王子の番組)
デイリーニュースは、J:COM 八王子で放送されていた情報番組。

## 歴史
- -2005年9月 NEWSはちおうじの番組名で毎日5分間放送。
- 2005年10月-2013年10月4日 番組名をデイリー八王子に変更し、放送時間を拡大。
- 2013年10月7日 番組名をデイリーニューステレメディアに変更。
- 2014年6月2日 前日の1日に放送局の呼称が「J:COM 八王子」に変更され、番組名もデイリーニュースに変更。
- 2015年5月29日 放送終了。2015年6月1日からはJ:COM 八王子、J:COM 日野、J:COM 多摩の合同番組となった。現在はJ:COM 多摩が同名の番組を制作しており、J:COM 八王子とJ:COM 日野がネット局となっている。

## キャスター
- ゆきざわともこ（月曜 2014.1.6-2015.05.29）
- 池村祐美（火曜 2014.4.1-2015.05.29）ジェイコム多摩の続番組で金曜日を担当。
- 西尾真鈴（水曜 2014.10.01-2015.05.29）
- 秋田奈津子（木曜 2013.10.3-2015.05.29）
- 由木優子（金曜 2014.06.06-2015.05.29）以前に2013.9.26まで木曜を担当。その後、出産を経て復帰。
- 植木敦子（後に『知の回廊』P→マイテレビ取締役）
- 菅原幸子（J:COM八王子企画・制作部スタッフ）現在は不定期で生中継リポートを担当。
- 横山亜紀子（-2007.1）
- 大月治美（水・金曜 NEWSはちおうじ→デイリー八王子時代に5年半）
- 及川やよい
- さとう晴美
- 伊藤美希（火曜）
- 阿保夕希（月曜）
- 山口麻美
- すわまゆ（火曜 -2012.3）
- 軽部明香里（火曜 2012.4-2013.3.26）
- 宮崎里沙（水曜 -2013.7.31）
- 深澤美南（2013.9.19に由木のリリーフ）
- 原麻理子（月曜 -2013.12.16）夫は前田大和。
- 富並望（火曜 2013.4.1-2014.3.25）
- 瞳ゆゆ（水曜 2013.8.7-2014.3.26）
- 守屋玲子（金曜 -2014.6.6）
- 千賀絢子（水曜 2014.4-9.24）
- 太田聖子（リリーフを1回）

## レギュラー
- 石坂渉（火曜「はちけいナビ」不定期担当）八王子経済新聞記者。
- 若松尚利（火曜「はちけいナビ」不定期担当）八王子経済新聞編集長。
- 高木誠（火曜「にしけいナビ」担当）西多摩経済新聞編集長。
- マーサ（水曜「八王子コンシェルジュ」担当 2014.1.22-）1度生中継を本名の日和佐雅枝で担当。元NHK松江放送局キャスター。
- フラチナリズム（木曜「元気ですか八王子」(「元気です八王子」より)担当 2013.10.10-）
- 穂川果音（金曜「週末お出かけかのん」担当 2013.10.11-)空気は読めないけれど、天気は読める気象予報士。
- 有働文子（2014.1.28（水曜）に生中継）

## 放送時間
- 月~金曜17:00-17:30。
- 再放送は18:00、19:30、20:40、21:30、23:30
- 週末はウィークリーニューステレメディアのタイトルで番組の総集編を数回放送。

## コーナー
- セレオ八王子夕の市情報（月-金曜）
- 生中継（月-金曜）
- くまざわ書店ブックランキング（月曜）
- はちけいナビ（最終週を除く火曜）
- にしけいナビ（毎月最終火曜）
- 八王子コンシェルジュ（木曜）
- 元気ですか八王子（木曜）2013年は「元気です八王子」
- 週末お出かけかのん（金曜）